# Xã Washington, Quận Dade, Missouri
Xã Washington (tiếng Anh: Washington Township) là một xã thuộc quận Dade, tiểu bang Missouri, Hoa Kỳ. Năm 2010, dân số của xã này là 246 người.